# Art Davis
Art Davis (født 5. december 1934 i Pennsylvanien, død 29 juli 2007 i Californien) var en amerikansk kontrabassist.
Davis spillede med Miles Davis, Dizzy Gillespie, John Coltrane, Thelonius Monk, Art Blakey, Freddie Hubbard, Lee Morgan, McCoy Tyner og Max Roach etc.
Han var uddannet klassisk, og spillede f.eks. også med Los Angeles Philharmonics.

## Diskografi

### Som leder
- 1980: Reemergence (Interplay) Med Hilton Ruiz, Greg Bandy
- 1985: Life (Soul Note) Med John Hicks, Idris Muhammad, Pharoah Sanders
- 1995: A Time Remembered (Jazz Planet) Med Ravi Coltrane, Herbie Hancock, Marvin Smith

### Som medvirkende
Med Joe Albany
- Bird Lives! (Interplay, 1979)

Med Gene Ammons
- Up Tight! (Prestige, 1961)
- Boss Soul! (Prestige, 1961)

Med Count Basie
- Back with Basie (Roulette, 1962)

Med Art Blakey
- A Jazz Message (Impulse!, 1963)

Med John Coltrane
- Africa/Brass (Impulse!, 1961)
- Olé Coltrane (Impulse!, 1961)
- Ascension (Impulse!, 1965)
- The John Coltrane Quartet Plays (Impulse!, 1965)

Med Buddy Emmons
- Steel Guitar Jazz (Mercury, 1964)

Med Curtis Fuller
- Cabin in the Sky (Impulse!, 1962)

Med Dizzy Gillespie
- Gillespiana (Verve, 1960)
- Carnegie Hall Concert (Verve, 1961)

Med Bunky Green
- Healing the Pain (Delos, 1990)

Med Al Grey
- The Al Grey - Billy Mitchell Sextet (Argo, 1961) Med Billy Mitchell

Med Eddie Harris
- Bossa Nova (Vee-Jay, 1962)

Med Freddie Hubbard
- The Artistry of Freddie Hubbard (Impulse!, 1960)
- Ready for Freddie (Blue Note, 1961)

Med Elvin Jones
- Elvin! (Riverside, 1961–62)
- And Then Again (Atlantic, 1965)

Med Etta Jones
- Lonely and Blue (Prestige, 1962)

Med Quincy Jones
- Golden Boy (Mercury, 1964)

Med Clifford Jordan
- A Story Tale (Jazzland, 1961)  Med Sonny Red

Med Roland Kirk
- We Free Kings (1961)

Med Abbey Lincoln
- Straight Ahead (Candid, 1961)

Med Booker Little
- Out Front (Candid, 1961)

Med Lee Morgan
- Expoobident (1960)

Med Tisziji Munoz
- Visiting This Planet (Anami Music, 1980's)
- Hearing Voices (Anami Music, 1980's)

Med Joe Newman
- Joe Newman Quintet at Count Basie's (Mercury, 1961)

Med Dizzy Reece
- Manhattan Project (1978)

Med Max Roach
- Max Roach + 4 at Newport (EmArcy, 1958)
- Deeds, Not Words (Riverside, 1958)
- Award-Winning Drummer (Time, 1958)
- The Many Sides of Max (Mercury, 1959)
- Percussion Bitter Sweet (Impulse!, 1961)
- It's Time (Impulse!, 1962)
- The Max Roach Trio featuring the Legendary Hasaan (Atlantic, 1964)

Med Hilton Ruiz
- The People's Music – Live at Jazz Unité, vol 1 (1981)
- Green Street – Live at Jazz Unité, vol 2 (1981)

Med Sal Salvador
- Juicy Lucy (Bee Hive, 1978)

Med Pharoah Sanders
- Rejoice (Theresa, 1981)

Med Lalo Schifrin
- Lalo = Brilliance (Roulette, 1962)

Med Shirley Scott
- For Members Only (Impulse!, 1963)

Med Jack Teagarden
- Think Well of Me (Verve, 1962)

Med Clark Terry
- Clark Terry Plays the Jazz Version of All American (Moodsville, 1962)

Med McCoy Tyner
- Inception (1962)

Med Leo Wright
- Blues Shout (Atlantic, 1960)

Med Roberto Magris
- Kansas City Outbound (JMood, 2008)